# Luksika Kumkhum
Luksika Kumkhum (thailändisch ลักษิกา คำขำ, RTGS Laksika Khamkham, Rufname Lak, * 21. Juli 1993 in Chanthaburi) ist eine thailändische Tennisspielerin.

## Karriere
Luksika Kumkhum, die laut ITF-Profil den Hartplatz bevorzugt, begann im Alter von vier Jahren mit dem Tennissport. Auf Turnieren des ITF Women’s Circuit gewann sie bislang 18 Einzel- und 19 Doppeltitel. Im Jahr 2013 spielte Kumkhum erstmals für die thailändische Fed-Cup-Mannschaft; ihre Fed-Cup-Bilanz weist bislang 18 Siege bei 8 Niederlagen aus.
Ab 2010 spielte sie auf kleineren ITF-Turnieren in Asien und schon im Oktober konnte sie als Qualifikantin ihren ersten Turniersieg in Pattaya feiern. Auch bei weiteren Turnieren erreichte sie das Finale. Im Mai 2011 gewann sie dann bei Turnieren in Bangkok zwei Titel in Folge. Anfang Juni bestritt sie bei einem $25.000-Turnier in Bangkok das Endspiel, unterlag jedoch Marta Sirotkina. Zwei Wochen später folgte ein weiterer Turniersieg in Pattaya. Bis Ende 2011 gewann Luksika auch noch die Turniere in Kuching und Manila.
Im Februar 2012 nahm sie erstmals an der Qualifikation eines WTA-Turniers teil, in der Finalrunde von Kuala Lumpur verlor sie jedoch in zwei Sätzen gegen Kristýna Plíšková. Im Juli gewann sie ein kleineres Turnier in Pattaya, zwei Wochen später folgte ihr erster Einzeltitel beim ITF-Turnier in Astana. Ihr erstes Match in der Hauptrunde eines WTA-Turniers absolvierte sie am 18. September 2012 in Guangzhou, wo sie gegen die mit einer Wildcard angetretene Duan Yingying klar verlor. Am 9. Oktober stand Luksika erneut im Hauptfeld eines WTA-Turniers, sie verlor dort gegen Mirjana Lučić knapp in drei Sätzen.
Bei den Australian Open sorgte sie 2014 für eine Überraschung. Sie bezwang in ihrem Auftaktspiel die Top-Ten-Spielerin und frühere Wimbledon-Siegerin Petra Kvitová in drei Sätzen und zog damit wie im Vorjahr in die zweite Runde ein. In Wimbledon und bei den US Open scheiterte sie jeweils in der zweiten Runde der Qualifikation. An der Seite von Erika Sema erreichte sie in Kuala Lumpur das Halbfinale.

## Turniersiege

### Einzel
| Nr. | Datum             | Turnier    | Kategorie      | Belag             | Finalgegnerin       | Ergebnis       |
| --- | ----------------- | ---------- | -------------- | ----------------- | ------------------- | -------------- |
| 1.  | 16. Oktober 2010  | Pattaya    | ITF $10.000    | Hartplatz         | Emma Flood          | 6:4, 6:3       |
| 2.  | 7. Mai 2011       | Bangkok    | ITF $10.000    | Hartplatz         | Ayu-Fani Damayanti  | 6:2, 6:2       |
| 3.  | 14. Mai 2011      | Bangkok    | ITF $10.000    | Hartplatz         | Peangtarn Plipuech  | 6:1, 6:0       |
| 4.  | 18. Juni 2011     | Pattaya    | ITF $10.000    | Hartplatz         | Liang Chen          | 6:3, 6:4       |
| 5.  | 6. November 2011  | Kuching    | ITF $10.000    | Hartplatz         | Nungnadda Wannasuk  | 7:63, 6:3      |
| 6.  | 20. November 2011 | Manila     | ITF $10.000    | Hartplatz         | Zhai Yijing         | 4:6, 6:4, 6:2  |
| 7.  | 7. Juli 2012      | Pattaya    | ITF $10.000    | Hartplatz         | Nungnadda Wannasuk  | 6:2, 6:2       |
| 8.  | 21. Juli 2012     | Astana     | ITF $25.000    | Hartplatz         | Nudnida Luangnam    | 3:6, 6:3, 6:3  |
| 9.  | 27. April 2013    | Phuket     | ITF $25.000    | Hartplatz (Halle) | Lisa Whybourn       | 6:0, 7:5       |
| 10. | 24. November 2013 | Toyota     | ITF $75.000+H  | Teppich (Halle)   | Hiroko Kuwata       | 3:6, 6:1, 6:3  |
| 11. | 31. Mai 2015      | Xuzhou     | ITF $50.000    | Hartplatz         | Chang Kai-chen      | 1:6, 7:5, 6:1  |
| 12. | 29. Juli 2017     | Hua Hin    | ITF $25.000    | Hartplatz         | Alissa Kleibanowa   | 7:5, 6:74, 6:3 |
| 13. | 19. August 2017   | Nonthaburi | ITF $25.000    | Hartplatz         | Yuan Yue            | 7:5, 6:2       |
| 14. | 1. April 2018     | Kōfu       | ITF $25.000    | Hartplatz         | Bianca Andreescu    | 6:3, 6:3       |
| 15. | 8. April 2018     | Kashiwa    | ITF $25.000    | Hartplatz         | Bianca Andreescu    | 6:3, 7:64      |
| 16. | 4. November 2018  | Mumbai     | WTA Challenger | Hartplatz         | Irina Chromatschowa | 1:6, 6:2, 6:3  |
| 17. | 18. November 2018 | Taipeh     | WTA Challenger | Teppich (Halle)   | Sabine Lisicki      | 6:1, 6:3       |
| 18. | 24. Oktober 2021  | Monastir   | ITF W15        | Hartplatz         | Jennifer Luikham    | 6:2, 6:2       |
| 19. | 17. April 2022    | Chiang Rai | ITF W25        | Hartplatz         | Peangtarn Plipuech  | 6:3, 6:3       |
| 20. | 24. April 2022    | Chiang Rai | ITF W15        | Hartplatz         | Talia Gibson        | 6:0, 6:1       |

### Doppel
| Nr. | Datum              | Turnier             | Kategorie    | Belag     | Partnerin               | Finalgegnerinnen                      | Ergebnis          |
| --- | ------------------ | ------------------- | ------------ | --------- | ----------------------- | ------------------------------------- | ----------------- |
| 1.  | 22. Oktober 2010   | Khon Kaen           | ITF $10.000  | Hartplatz | Varatchaya Wongteanchai | Trang Hyunh Phuong Dai Maya Kato      | 6:4, 7:5          |
| 2.  | 12. November 2010  | Manila              | ITF $10.000  | Hartplatz | Peangtarn Plipuech      | Ivana King Yasmin Schnack             | 6:4, 7:5          |
| 3.  | 9. Dezember 2010   | Bangalore           | ITF $25.000  | Hartplatz | Nungnadda Wannasuk      | Chen Yi Kumiko Iljima                 | 7:65, 5:7, [10:8] |
| 4.  | 5. November 2011   | Kuching             | ITF $10.000  | Hartplatz | Nungnadda Wannasuk      | Lu Jia-xiang Lu Jiajing               | 6:4, 6:3          |
| 5.  | 13. November 2011  | Manila              | ITF $10.000  | Hartplatz | Peangtarn Plipuech      | Zhao Yijing Zheng Jun-yi              | 6:3, 6:0          |
| 6.  | 20. Juli 2012      | Astana              | ITF $25.000  | Hartplatz | Varatchaya Wongteanchai | Weronika Kapschaj Jekaterina Jaschina | 6:2, 6:4          |
| 7.  | 1. September 2012  | Tsukuba             | ITF $25.000  | Hartplatz | Varatchaya Wongteanchai | Yurina Koshino Mari Tanaka            | 6:2, 6:2          |
| 8.  | 5. Mai 2013        | Gifu                | ITF $50.000  | Hartplatz | Erika Sema              | Nao Hibino Riko Sawayanagi            | 6:4, 6:3          |
| 9.  | 2. April 2017      | Kōfu                | ITF $25.000  | Hartplatz | Han Na-lae              | Erina Hayashi Robu Kajitani           | 6:3, 2:6, [14:12] |
| 10. | 28. Juli 2017      | Hua Hin             | ITF $25.000  | Hartplatz | Xenija Palkina          | Naiktha Bains Karin Kennel            | 6:1, 6:4          |
| 11. | 31. März 2018      | Kōfu                | ITF $25.000  | Hartplatz | Gao Xinyu               | Erina Hayashi Momoko Kobori           | 6:0, 2:6, [10:4]  |
| 12. | 17. Juni 2018      | Manchester          | ITF $100.000 | Rasen     | Prarthana Thombare      | Naomi Broady Asia Muhammad            | 7:65, 6:3         |
| 13. | 23. Oktober 2021   | Monastir            | ITF W15      | Hartplatz | Natsuho Arakawa         | Mana Ayukawa Tamira Paszek            | 6:4, 6:2          |
| 14. | 4. Juni 2022       | Chiang Rai          | ITF W25      | Hartplatz | Momoko Kobori           | Misaki Matsuda Naho Satō              | 6:3, 6:3          |
| 15. | 17. September 2022 | Darwin              | ITF W25      | Hartplatz | Momoko Kobori           | Yui Chikaraishi Nanari Katsumi        | 6:2, 7:63         |
| 16. | 27. Mai 2023       | Goyang              | ITF W25      | Hartplatz | Punnin Kovapitukted     | Guo Hanyu Tang Qianhui                | 6:3, 1:6, [10:6]  |
| 17. | 3. Juni 2023       | Tokio               | ITF W25      | Hartplatz | Kanako Morisaki         | Talia Gibson Natsumi Kawaguchi        | 1:6, 6:2, [10:3]  |
| 18. | 2. September 2023  | Nakhon Si Thammarat | ITF W25      | Hartplatz | Park So-hyun            | Vaidehi Chaudhari Zeel Desai          | 7:64, 6:0         |
| 19. | 25. November 2023  | Takasaki            | ITF W100     | Hartplatz | Peangtarn Plipuech      | Liang En-shuo Wu Fang-hsien           | 6:3, 6:1          |